# Listă a celor mai scumpe picturi

Mona Lisa

Această pagină este o listă a celor mai ridicate prețuri plătite vreodată pentru o pictură. Prețurile sunt ordonate în valoare absolută, în dolari, dar alături se găsește și o estimare a valorii de atunci convertită într-o valoare "teoretică" de astăzi.

## Generalități
Picturile foarte valoroase, dacă se vând, sunt de obicei vândute la licitație. 
Majoritatea celor mai celebre și, deci, mai valoroase picturi sunt în posesia muzeelor, care se "încumetă" a le vinde extrem de rar, din moment ce sunt în posesia lor. Nefiind de vânzare, aceste picturi sunt, de fapt, extrem de valoroase, sau, la partea opusă a spectrului, se pot considera că sunt lipsite de un preț comercial.  
Unele dintre ele sunt atât de valoroase încât dacă ar fi (ipotetic, desigur) de vânzare, ele s-ar putea vinde la prețuri considerabil mai ridicate decât oricare din picturile aflate în lista de mai jos. Spre exemplu, doar comparând valoarea asigurării unor picturi, putem avea o bună estimare a ceea ce s-ar putea numi "preț de vânzare" al unei asemenea picturi. 
Cartea sau almanahul recordurilor, The Guinness World Records menționează pictura lui Leonardo da Vinci, Mona Lisa ca fiind pictura care a fost asigurată la cea mai mare valoare monetară în istorie. A fost asigurată în 14 decembrie 1962 pentru suma record de 100 de milioane de dolari americani înaintea unui tur de câteva luni în Statele Unite ale Americii al unor picturi europene, printre care se găsea și Mona Lisa. (Guinness Book of Records ).  
Considerând în calcul inflația, precum și alte considerente financiare, valoarea monetară de atunci ar fi echivalentul a aproximativ 626.857.345 dolari americani din 2010. Această sumă a fost calculată de un calculator ce corectează inflația, a cărui conexiune externă este Calculator al inflației Arhivat în 15 ianuarie 2008, la Wayback Machine.. 
Muzeul Luvru preferă, în schimb, să cheltuiască banii care i-ar plăti asigurării pe securitate. 

## Listă celor mai ridicate prețuri plătite vreodată la licitație

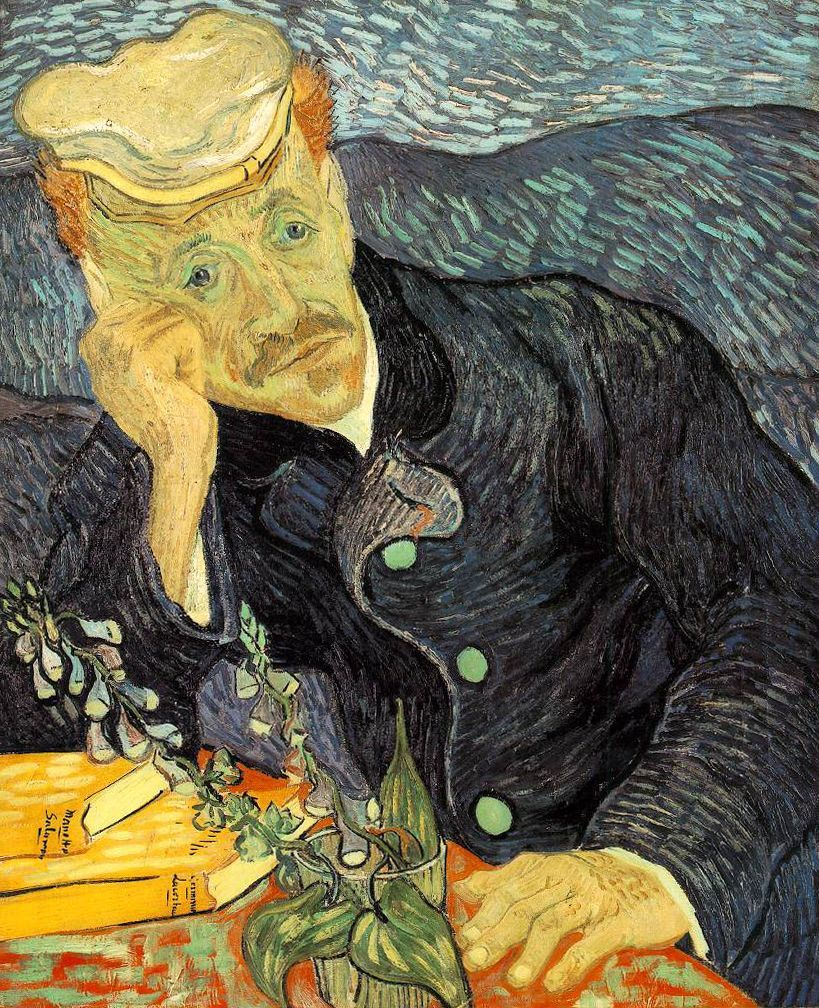
Portretul doctorului Gachet, Vincent van Gogh

Bal la moara de la Galette, Montmartre, Pierre-Auguste Renoir

1. Garçon à la pipe (Băiat cu pipă) de Pablo Picasso
  - Vândută cu $104.1 milioane în ziua de 4 mai, 2004 la Sotheby's, New York (valoare actuală estimativă: $106.910.700)
2. Portrait of Dr. Gachet (Portretul doctorului Gachet) de Vincent van Gogh
  - Vândută cu $82.5 milioane în 15 mai, 1990, la Christie's, New York (valoare actuală estimativă: $116.793.226) †
3. Bal au moulin de la Galette, Montmartre (Bal la moara de la Galette, Montmartre) de Pierre-Auguste Renoir
  - Vândută cu $78 milioane în 17 mai, 1990, la Sotheby's, New York (valoare actuală estimativă: $110.422.686) †
4. Irises (Iriși) de Vincent van Gogh
  - Vândută cu $49 milioane în 11 noiembrie, 1987, la Sotheby's, New York (valoare actuală estimativă: $78.402.796).
5. Massacre of the Innocents (Masacrul inocenților) de Peter Paul Rubens
  - Vândută cu £49.5 milioane (adică cu $76.7 milioane, la timpul respectiv) în 10 iulie, 2002, la Sotheby's, Londra (valoare actuală estimativă: $77.927.200)
6. Les Noces de Pierrette (Nunțile lui Pierrette) de Pablo Picasso
  - Vândută cu $49 milioane în 30 noiembrie, 1989 (valoare actuală estimativă: $72,697,766.77)
7. Portrait de l'artiste sans barbe (Portret al artistului fără barbă) de Vincent van Gogh
  - Vândută cu $65 milioane în 19 noiembrie, 1998, la Christie's, New York (valoare actuală estimativă: $71.691.040).
8. Rideau, Cruchon et Compotier de Paul Cézanne
  - Vândută cu $60.5 milioane în 10 mai, 1999 la Sotheby's, New York (ulterior a fost revândută în pierdere)
9. Femme aux Bras Croisés de Pablo Picasso
  - Vândută cu $50 milioane în 8 noiembrie, 2000 la Christie's, New York (valoare actuală estimativă: $52.851.507).